# Mnichovice (Benešov)
Mnichovice è un comune ceco di 211 abitanti.
Mnichovice è un comune della Repubblica Ceca facente parte del distretto di Benešov, in Boemia Centrale.